# پامروی، شهرستان تایرون
پامروی (به انگلیسی: Pomeroy) یک روستا در بریتانیا است. پامروی ۶۰۴ نفر جمعیت دارد.